# N912 (België)
De N912 is een gewestweg in de Belgische provincies Henegouwen en Namen. Deze weg vormt de verbinding tussen Éghezée en Farciennes.
De totale lengte van de N912 bedraagt ongeveer 33,5 kilometer.

## Plaatsen langs de N912
- Éghezée
- Longchamps
- Upigny
- Saint-Germain
- Dhuy
- La Bruyère
- Meux
- Saint-Denis
- Bovesse
- Isnes
- Spy
- Onoz
- Velaine
- Sambreville
- Wanfercée-Baulet
- Keumiée
- Lambusart
- Farciennes

## N912a
De N912a is een verbindingsweg nabij Velaine. De route verbindt de N912 met de N988. Het doorgaande verkeer van de N912 wat uit westelijke richting komt zal gebruik maken van deze route doordat de N912 en N988 voor een klein stukje is ingericht als eenrichtingsverkeersweg. De totale lengte van de N912a bedraagt ongeveer 180 meter.

## N912b
De N912b is een 4,1 kilometer lange verbindingsweg bij Saint-Germain. De route verbindt de N912 met de N972 ter hoogte van Aische-en-Refail.

## N912c
De N912c is een verbindingsweg nabij Éghezée. De 140 meter lange route verbindt de N91 met de N912. De route is ingericht als een eenrichtingsverkeersweg en alleen te berijden van de N91 naar de N912 toe.